# David G. Schatz
David Gilliam Schatz (* 1958 in Charlottesville, Virginia) ist ein US-amerikanischer Biologe (Molekulargenetik, Immunologie) an der Yale University.

## Leben und Wirken
Schatz erwarb an der Yale University einen Bachelor-/Master-Abschluss in molekularer Biophysik und Biochemie. Als Rhodes Scholar war er an der University of Oxford, wo er einen Bachelor in Politik und Philosophie machte. 1990 erhielt er bei David Baltimore am Massachusetts Institute of Technology einen Ph.D. in Biologie, hier blieb er auch als Postdoktorand. Seit 1991 gehört Schatz zum Lehrkörper der Yale University. Hier ist er (Stand 2022) Waldemar Von Zedtwitz Professor of Immunobiology and Professor of Molecular Biophysics and Biochemistry und steht der Abteilung für Immunbiologie vor (chair). Von 1991 bis 2017 forschte er zusätzlich für das Howard Hughes Medical Institute (HHMI).
Schatz ist für seine Beiträge zur Aufklärung des Mechanismus der V(D)J-Rekombination bekannt, insbesondere die Entdeckung der Rekombination-aktivierenden Gene RAG-1 und RAG-2, deren gemeinsames Produkt, das Enzym RAG1/2, der „Motor der V(D)J-Rekombination“ ist. Außerdem postulierte er die Herkunft des RAG1/2 als „DNA-Parasit“, dessen Analoga bei bestimmten Wirbellosen als Transposase wirken.
Schatz wurde 2014 in die American Academy of Arts and Sciences gewählt, 2015 in die American Association for the Advancement of Science, 2018 in die National Academy of Sciences und 2019 in die National Academy of Medicine. Für 2023 wurde ihm der Paul-Ehrlich-und-Ludwig-Darmstaedter-Preis zugesprochen. Er hat laut Google Scholar einen h-Index von 74, laut Datenbank Scopus einen von 63 (jeweils Stand September 2022).